# Герб Алтайського краю

Герб Алтайського краю

Герб Алтайського краю — символ Алтайського краю. Закон «Про герб Алтайського краю» прийнято 25 травня 2000 року сесією Крайової Ради народних депутатів.

## Опис
Герб Алтайського краю являє собою щит французької геральдичної форми, основа якого рівна восьми дев'ятим висоти, з вістрям, що виступає у середині нижньої частини щита. Нижні кути щита закруглені. Щит розділений горизонтальною смугою на дві рівні частини: у верхній половині щита на лазуровому фоні, що символізують велич, зображена паруюча доменна піч XVIII століття, — як відображення історичного минулого Алтайського краю. У нижній частині щита на червоному тлі, що символізують гідність, хоробрість і мужність, поміщене зображення коливанської «Цариці ваз» (яшма з перевагою зеленого кольору), що зберігається в Державному Ермітажі. Щит обрамлений вінком із золотих колосків, що персоніфікують сільське господарство як провідну галузь економіки Алтайського краю. Вінок перевитий лазуровою стрічкою.